# 광포 (호수)
광포(廣浦)는 함경남도 정평군과 함주군 사이에 있는 호수이다. 동해안에 발달한 석호 가운데 가장 규모가 커서 면적이 13.77㎢에 이른다.
광포 호수는 정평군의 주이면, 정평면, 광덕면과 함주군의 주지면, 연포면, 선덕면의 여섯 개의 면에 걸쳐 있고, 호수 바로 남쪽에는 선덕비행장이 있고, 북쪽에는 연포비행장(현 연포온실농장)이 있었다.

## 곶과 만
곶(串,cape) 또는 갑(岬)은 바다 쪽으로, 부리 모양으로 뾰족하게 뻗은 육지를 가리키며 이와는 반대의 경우로 대조적인 만(灣,gulf)은 바다가 육지 속으로 파고들어 와 있는 지형을 가리킨다.
한편 만의 입구가 서서히 자연적으로 막혀져 바다와 분리되어 생긴 호수인 광포호수는 만(灣,gulf)의 지형이 세월이 흘러감에 따라 사취(沙嘴,砂嘴) 또는 사주(沙洲,砂洲) 지형 등의 영향으로 모래톱에 의해 내륙화된 호수이다.

## 같이 보기
- 서번포
- 영랑호
- 광포호
- 광포